# Frans-Nederlands verdrag over grenscontroles op de luchthavens van Sint Maarten
Het Frans-Nederlands verdrag over grenscontroles op de luchthavens van Sint Maarten is een verdrag uit 1994 tussen het Koninkrijk der Nederlanden en de Franse Republiek. Formeel heet het verdrag: Verdrag tussen het Koninkrijk der Nederlanden en de Franse Republiek inzake personencontrole op de luchthavens op Sint Maarten, maar wordt vaak afgekort tot het Frans-Nederlands verdrag. In het verdrag worden zaken geregeld omtrent het verbeteren van de grenscontroles bij de vliegvelden Princess Juliana International Airport en L'Espérance Airport, die beide liggen op het eiland Sint-Maarten. Met name op het vlak van visa regelt het verdrag verschillende zaken.

## Ratificatie
Nadat het verdrag op 17 mei 1994 ondertekend was, bleek het ratificeren van het verdrag in Nederland een probleem te vormen. De Staten van de Nederlandse Antillen gaven een negatief advies, omdat zij bij ratificering van het verdrag diverse negatieve effecten voor de toeristische industrie voorzagen. De Eerste en Tweede Kamer van Nederland besloten om af te zien van ratificatie totdat Sint Maarten zelf een duidelijk standpunt zou gaan innemen. Uiteindelijk werd het verdrag in 2006 geratificeerd door Nederland en trad het op 1 augustus 2007 inwerking.

## Implementatie
Het verdrag had op 1 april 2009 volledig geïmplementeerd moeten zijn, maar vanwege dat een werkgroep nog niet was geïnstalleerd is die datum uitgesteld.